# Gustavo A. Madero

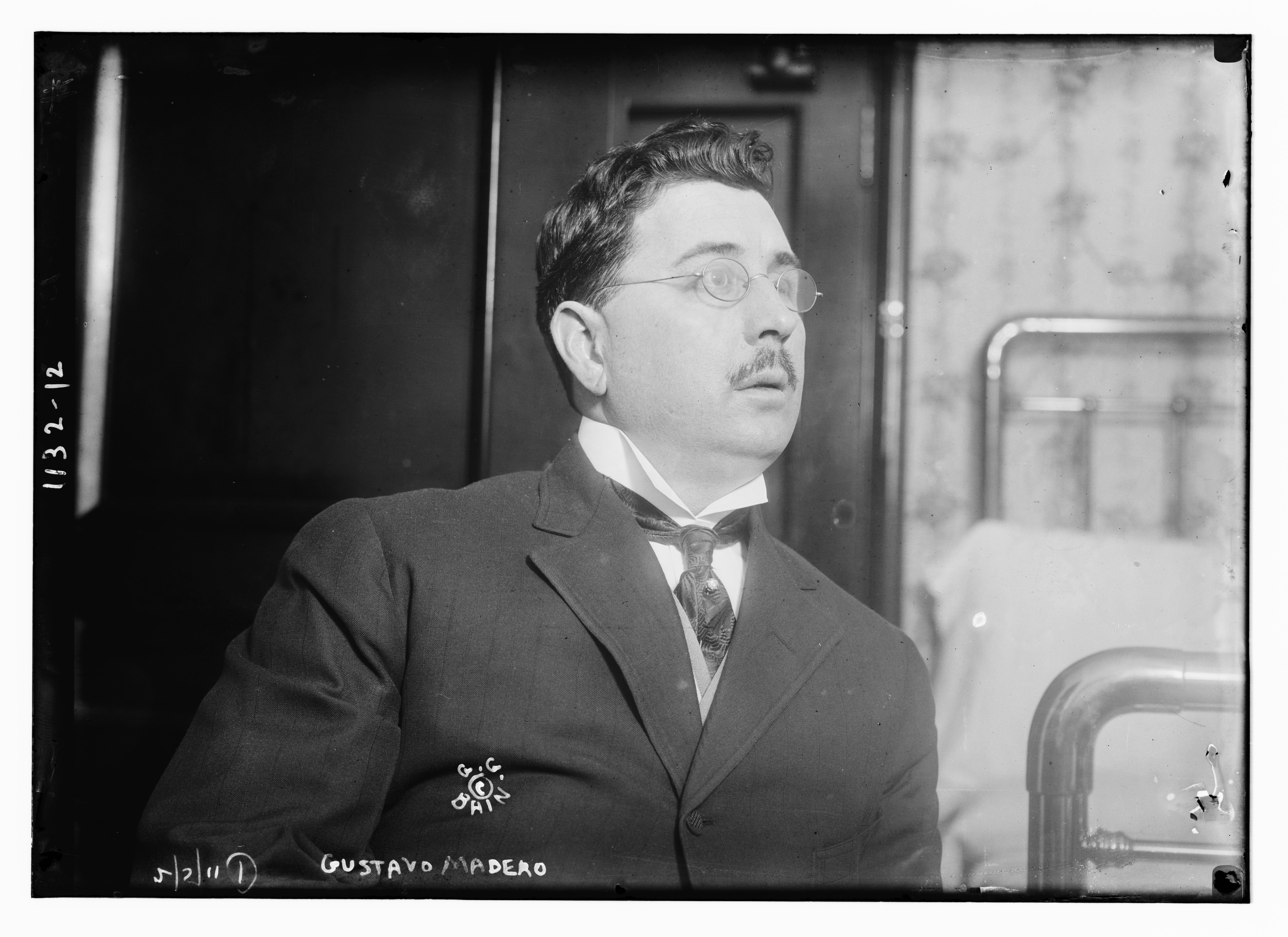
Gustavo A. Madero (1911)

Gustavo Adolfo Madero González (Parras, 16 januari 1875 - Mexico-Stad, 18 februari 1913) was een Mexicaans politicus.
Hij nam deel aan de opstand tegen Porfirio Díaz aan de kant van zijn broer Francisco I. Madero, en was oprichter van de Vooruitstrevende Constitutionalistische Partij (PCP). Nadat zijn broer president was geworden werd hij gekozen in de Kamer van afgevaardigden. Later werd hij ambassadeur in Japan.
Toen hij in februari 1913 was teruggekeerd in Mexico was de decena trágica uitgebroken, een opstand tegen zijn broer. Hij ontdekte dat Victoriano Huerta, leider van de regeringstroepen, samenspande met de opstandelingen, maar de president wilde dat niet geloven. Op 18 februari drongen de opstandelingen het paleis binnen en lieten president Madero en vicepresident José María Pino Suárez gevangennemen. Huerta had Gustavo Madero intussen uitgenodigd in een restaurant. Hij vroeg hem zijn geweer te tonen; nadat Madero zijn geweer had overhandigd nam Huerta hem onder schot en nam hem gevangen. Huerta voerde hem mee naar het fort La Ciudadela. Daar werd hem eerst een oog uitgestoken (hij was blind aan het andere oog) en vervolgens werd hij door een menigte soldaten gelyncht.
De gemeente Gustavo A. Madero in Mexico-Stad is naar hem genoemd.